# エシイレン・コインブラ
エシイレン・コインブラ(Eshyllen Coinbra、2000年8月18日 - ）は、ブラジルの女子ラグビー選手。

## プロフィール
- ブラジル出身。
- 身長 160cm、体重 60kg

## 略歴
2021年、東京五輪の7人制女子ブラジル代表に選ばれた。